# Перница
Перница или футрола је предмет који се користи за чување оловака. Перница може да садржи разни други прибор као што је резач, хемијска, гумица, маказе и лењир. Могу бити направљене од различитих материјала, као што су дрво или метал. Неке пернице имају чврсту унутрашњост у којима се складиште оловке, док су друге од мекших материјала као на пример пластика, кожа или платно. Мекше пернице обично су са рајфлешусом. Сврха перница јесте да се лакше спакује ситан прибор као што су оловке. Такође, могу да садрже и други прибор као што су лепкови и спајалице.
Неке пернице могу послужити као и несесери за шминку. Раније су пернице биле округлог или цилиндричног облика. Често су украшаване са Јасписом (из 1860.г.) или Платином (из 1874.г.). Први патент пернице је направљен 1946. г. у САД. Овај патент је био направљен од стране Верона Емота, која је такође открила прибор као што су гумице за оловке.